# Ștefan C. Hepites
Ștefan C. Hepites (n. 5/17 februarie 1851, Brăila – 15 septembrie 1922, Brăila) a fost un fizician, inginer și meteorolog român, membru titular (din 1902) și vicepreședinte (1910–1913 și 1919–1921) al Academiei Române.
Centrul în jurul căruia s-au grupat activitățile lui Hepites a fost Institutul Meteorologic al României, pe care l-a organizat și condus între anii 1884–1908. Pe lângă crearea și dezvoltarea rețelei meteorologice naționale, la Institut au funcționat și alte servicii de utilitate națională: măsuri și greutăți, determinarea orei exacte, seismologie și geomagnetism.

## Biografie
Ștefan C. Hepites s-a născut la 17 februarie 1851 la Brăila, fiu al farmacistului Constantin Hepites și al soției sale Smaranda. După școala primară la Brăila a urmat cursurile liceului „Matei Basarab” din București (1861–1865). În anii 1865–1869 a fost elev al școlii militare de ofițeri din București, pe care a absolvit-o ca șef de promoție, cu gradul de sublocotenent de artilerie. Și-a continuat studiile la Școala Specială de Artilerie și Geniu din Bruxelles (1869–1873), urmând concomitent cursurile Facultății de Științe. În 1873 a obținut titlul de doctor în științe matematice și fizice, a demisionat din armată și s-a înscris la Școala Politehnică din Bruxelles, unde a obținut în 1875 diploma de inginer constructor.
După Războiul de Independență, la care a participat cu gradul de locotenent, a început activitatea de organizare și cercetare, pe care a continuat-o tot restul vieții. A fost inginer în portul Brăila, inginer la Ministerul Lucrărilor Publice, profesor de fizică la Școala de Artilerie, inginer la Căile Ferate Române, profesor la Școala de Silvicultură, inspector general al Domeniilor Statului.
În 1884 a fost numit director al Institutului Meteorologic al României, nou înființat la Herăstrău (București). A creat acolo prima stație meteorologică centrală din România, mutată în 1898 pe Dealul Filaret; a organizat apoi rețeaua meteorologică națională, care la sfârșitul anului 1893 avea în funcțiune 159 de stațiuni. În cadrul Institutului au fost create noi unități: serviciul de măsuri și greutăți, determinarea orei exacte, înregistrarea cutremurelor, măsurători geomagnetice. Rezultatele observațiilor și cercetărilor efectuate au fost publicate în Analele Institutului Meteorologic al României și prezentate la diverse reuniuni științifice internaționale. Volumul omagial care i-a fost dedicat la împlinirea vârstei de 50 de ani reflectă aprecierea de care s-a bucurat în țară și în comunitatea științifică internațională.
Ștefan C. Hepites a fost ales membru al Academiei Române în 1902. Începând din 1908, când a fost înființat Observatorul astronomic și meteorologic iar Institutul Meteorologic a fost desființat, și-a continuat activitatea în cadrul Academiei Române și în diverse organizații internaționale. În anii 1916–1919 a condus Biroul Internațional de Măsuri și Greutăți; în 1919 a fost delegat ca reprezentant al României la Uniunea Internațională de Geodezie și Geofizică, nou constituită. A decedat la Brăila, la 15 septembrie 1922.

## Activitate organizatorică și științifică

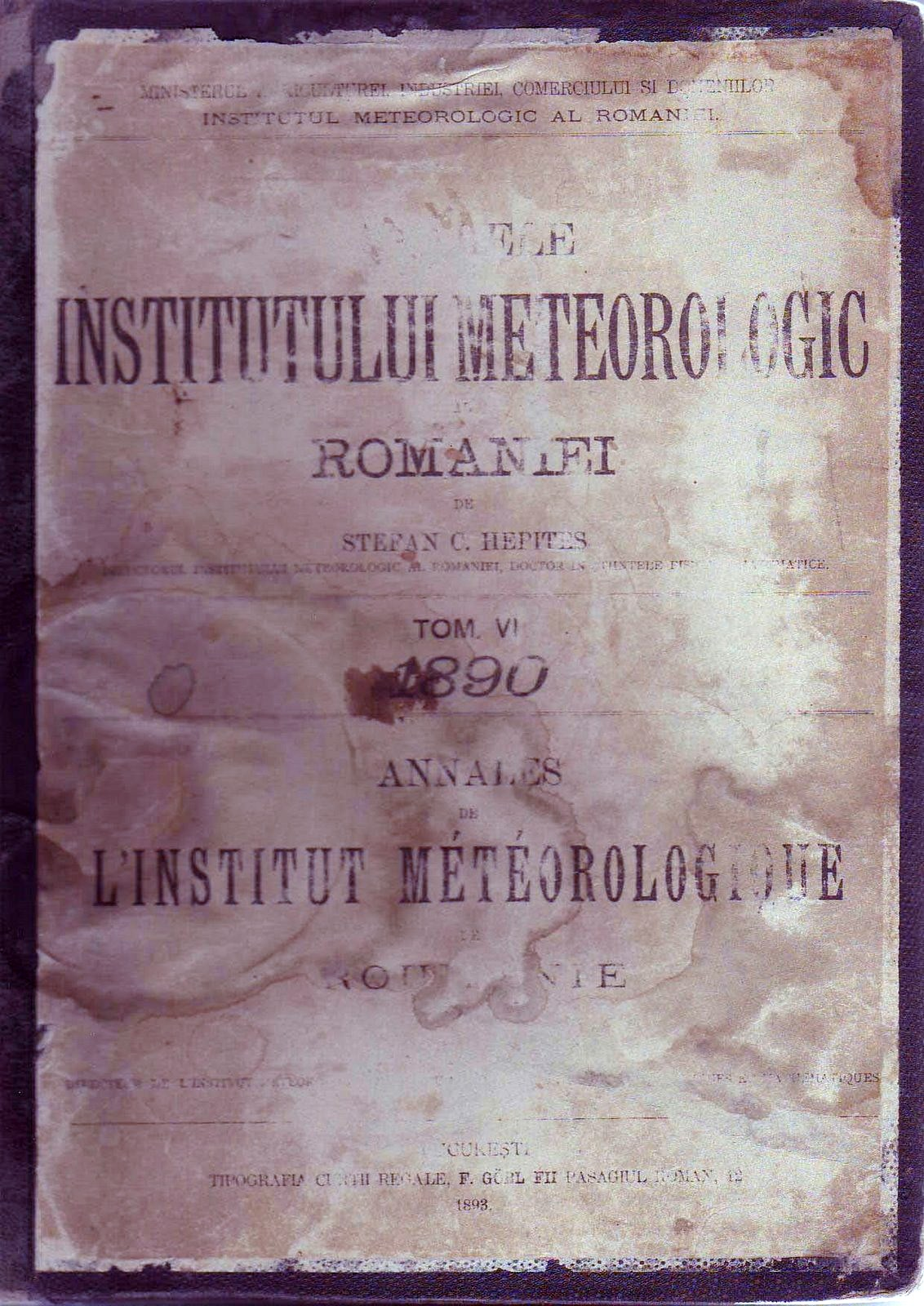
Analele Institutului Meteorologic al României

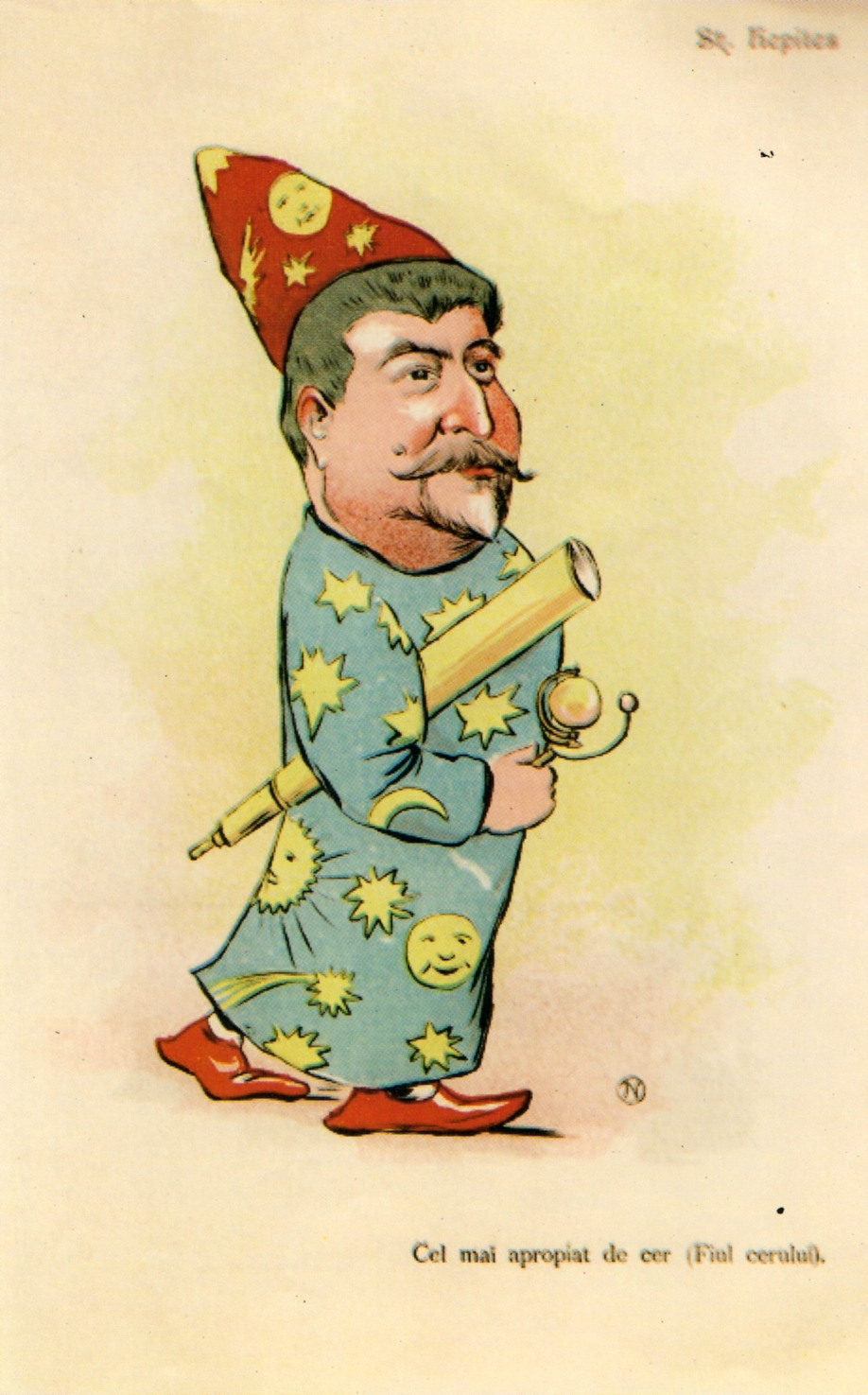
Ștefan Hepites – caricatură de Nicolae S. Petrescu-Găină

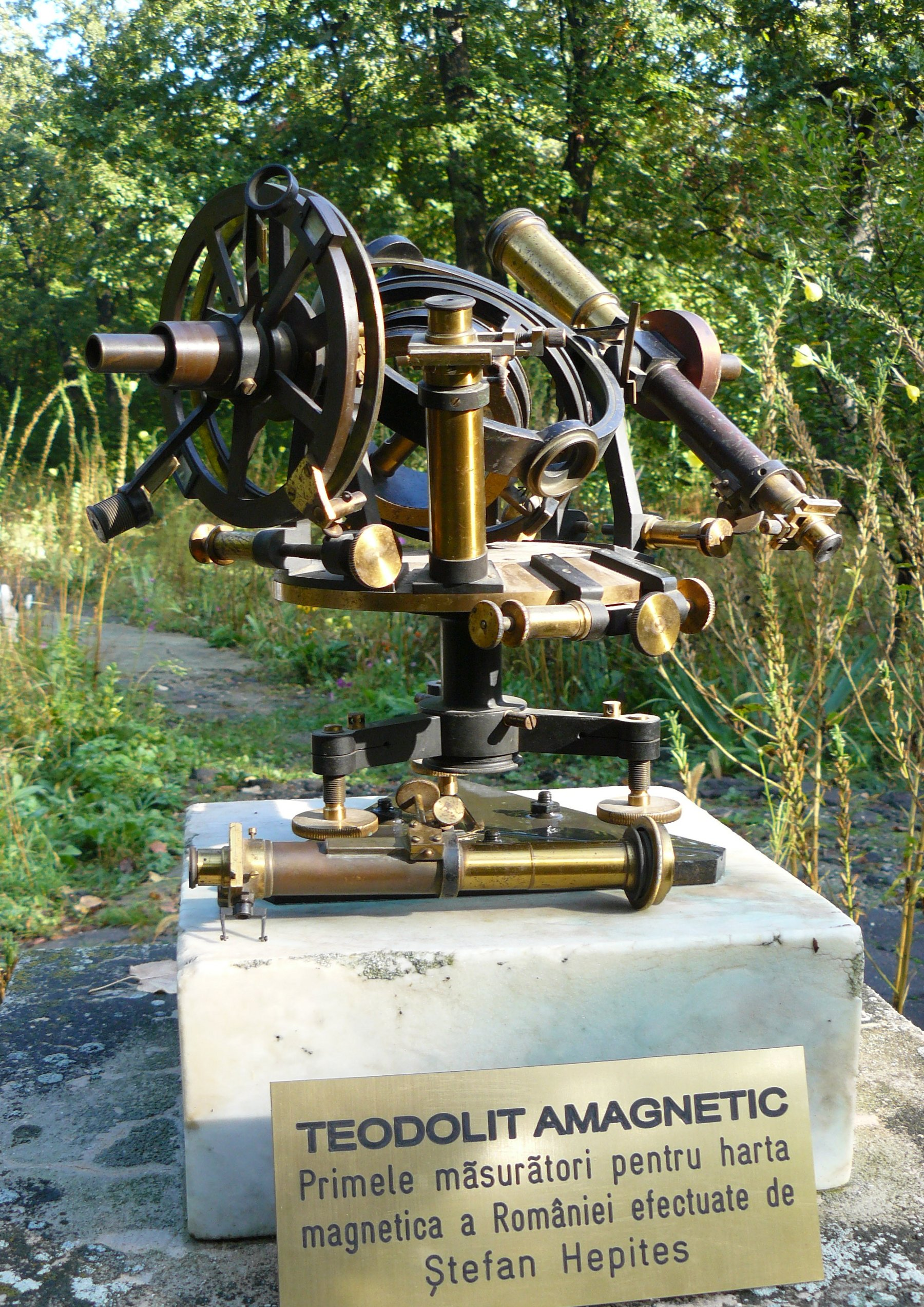

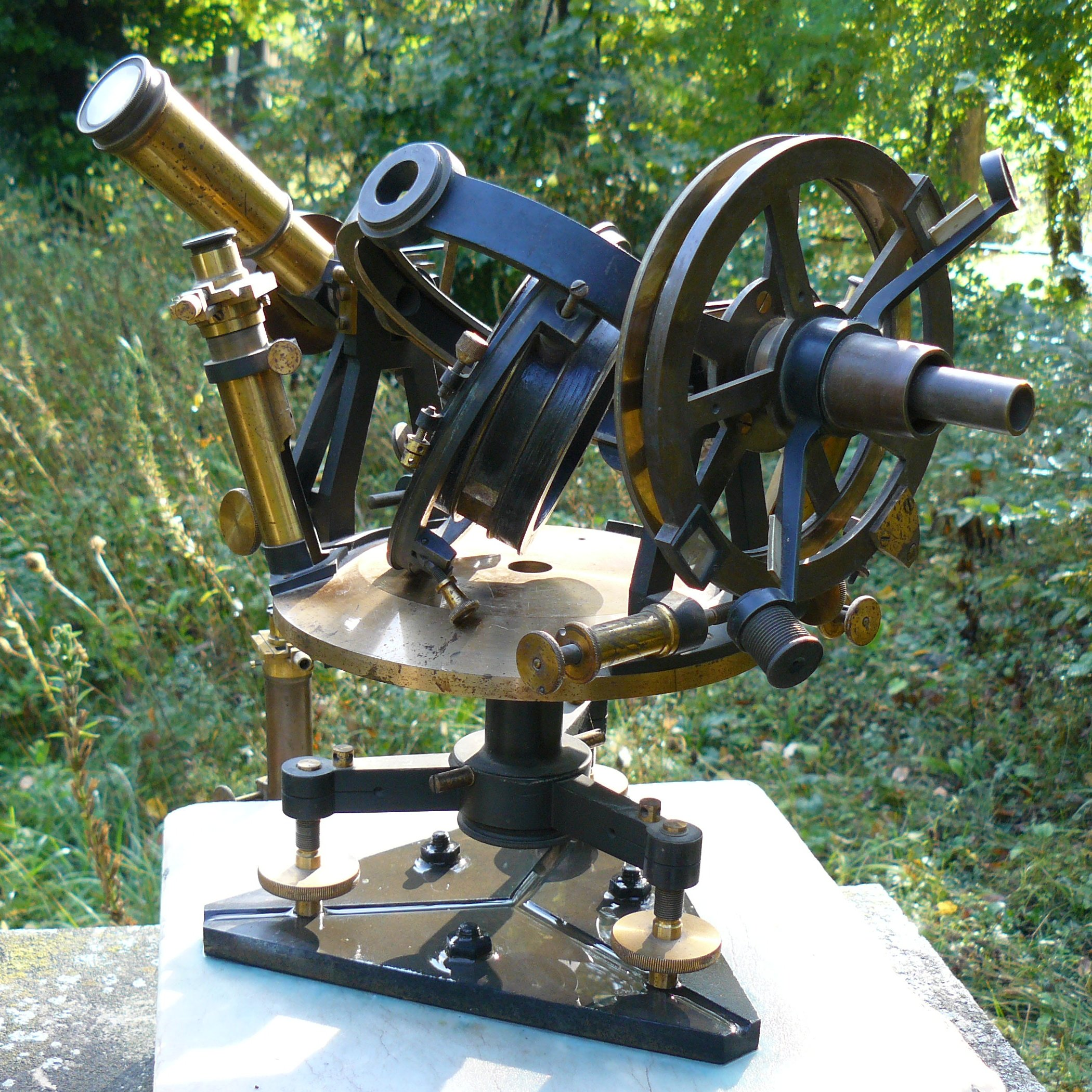
Teodolit amagnetic utilizat de Ștefan Hepites pentru alcătuirea primei hărți geomagnetice a României

Ștefan C. Hepites a fost un creator de instituții și servicii naționale, un neobosit organizator al acestora și un îndrumător al personalului de observație. La activitatea organizatorică se adaugă activitatea științifică de cercetare, în climatologie și geomagnetism.

### Institutul Meteorologic al României
Prima stație meteorologică din România a fost instalată de Hepites în 1878, la Brăila. Cum nu dispunea de instrumente înregistratoare, făcea singur observațiile din oră în oră, între orele 6 și 22, uneori și noaptea, iar rezultatele erau publicate în ziarele locale. Prima stație meteorologică centrală (de ordinul I) a creat-o în anul 1884, la Școala de Agricultură de la Herăstrău.
În același an a luat ființă legală Serviciul Meteorologic al României, sub autoritatea Ministerului Agriculturii, iar Hepites a fost însărcinat cu „organizațiunea și direcțiunea Institutului Meteorologic al României” (în documentele vremii apar ambele denumiri: Serviciu și Institut). La cererea sa, România s-a înscris printre țările fondatoare ale Organizației Meteorologice Mondiale. Institutul urma să se ocupe cu organizarea de stațiuni meteorologice în amplasamentele importante, cu studiul detaliat al condițiilor climatice în anumite regiuni și cu prelucrarea, interpretarea și publicarea rezultatelor observațiilor, sub forma de studii științifice. Cu toate dificultățile legate de prevederile bugetare foarte mici, în anul 1893 Institutul avea în funcțiune 159 de stațiuni. La început, buletinele atmosferice cu datele de la stațiunile principale erau publicate zilnic în Monitorul Oficial, ca și dările de seamă săptămânale asupra evoluției fenomenelor meteorologice din săptămâna precedentă. Începând din anul 1892, a fost publicat un Buletin lunar, ceea ce permitea urmărirea rezultatelor pe intervale de timp mai mari.
Rezultatele concretizate în lucrări științifice erau publicate în Analele Institutului Meteorologic al României, care au apărut între anii 1885–1903, sau comunicate la reuniuni științifice internaționale. Pentru lucrările prezentate la Expoziția Universală de la Paris din 1889 (Régime pluviometrique de Roumanie, Carte du régime pluviométrique de Roumanie 1/1 000 000 și Album climatologique de Roumanie), Institutul a fost distins cu medalia de argint.
În anul 1908, când Serviciul Meteorologic al României a fost integrat în Observatorul Astronomic și Meteorologic, nou înființat sub autoritatea Ministerului Instrucțiunii Publice, afilierea lui Hepites la această instituție a încetat.

### Serviciul de măsuri și greutăți
În anul 1864, Principatele Unite aderaseră la sistemul metric, însă în anii următori un număr de legi succesive „pentru aplicarea sistemului metric de măsuri și greutăți” nu aveau să fie aduse la îndeplinire. În 1883, anul în care România a aderat la Convenția Metrului, a fost numită o comisie, din care făcea parte și Hepites, însărcinată să elaboreze un regulament „prin care să se determine și să se lămurească toate chestiunile atingătoare de aplicațiunea legii măsurilor și greutăților metrice.” Legea redactată pe baza acestui regulament, care avea titlul Instrucțiuni pentru verificarea măsurilor și greutăților metrice și a instrumentelor de cântărire, a intrat în vigoare la 1 septembrie 1884. Pentru punerea în aplicare a acestei legi Ministerul Agriculturii a creat, pe lângă Institutul Meteorologic, Direcția Serviciului Central de Măsuri și Greutăți, avându-l ca șef pe Hepites.
Cu toate piedicile întâmpinate, Hepites a reușit să instaleze, în localul Institutului Meteorologic, un birou de verificări pentru compararea și verificarea etaloanelor de măsuri și greutăți metrice, dotat cu instrumentele necesare; ulterior, a reușit să obțină fondurile pentru construirea unui nou local. A redactat legislația prin care era reglementată aplicarea sistemului metric. Au fost obținute de la Biroul Internațional de Măsuri și Greutăți de la Sèvres cele două prototipuri: metrul național și kilogramul național. Au fost redactate, și în cele din urmă votate, legile prin care acestea erau oficializate, pentru a fi recunoscute legal ca unități de referință pentru toate etaloanele din țară.
Ștefan C. Hepites a reprezentat metrologia românească în organizațiile interguvernamentale create în 1875 sub auspiciile Convenției Metrului: Conferința Generală de Măsuri și Greutăți, Comitetul Internațional de Măsuri și Greutăți și Biroul Internațional de Măsuri și Greutăți. A participat la reuniunile internaționale și a făcut parte din organele de conducere ale acestor organizații.

### Serviciul orei
Într-o serie de rapoarte, începând din 1888, Hepites a cerut înființarea unui serviciu al orei la Institutul Meteorologic, înzestrat cu aparatura necesară, întrucât cunoașterea orei exacte era esențială pentru executarea observațiilor în bune condiții. În 1893 a sosit luneta meridiană comandată la Geneva, și a fost instalată în sala meridiană, unde se mai aflau pendula siderală Fénon 121, cronometrul sideral Dent și cronometrul Fénon pentru ora mijlocie. O lunetă ecuatorială Bardau a fost instalată într-o cupolă mobilă pe o șină circulară în turnul clădirii noi a birourilor și a servit la observarea zilnică a trecerii Soarelui la meridian. Începând din 1900 efemerida astronomică pentru București a fost calculată în fiecare an și a fost utilizată în primul rând în serviciul orei, până în 1908, când serviciul, cu toate lucrările și instrumentele, a trecut la Observatorul Astronomic.

### Serviciul seismic
Urmând exemplul institutelor meteorologice din străinătate, Hepites a decis să instaleze la Institutul Meteorologic aparatură pentru înregistrarea cutremurelor de pământ, deoarece „cutremurele n-au fost niciodată studiate temeinic la noi din punct de vedere al frecvenței și intensității lor”. În 1889 a procurat două seismoscoape, instrumente capabile să avertizeze sonor producerea unui cutremur și să repereze momentul ei, dar nu să înregistreze continuu. A organizat o rețea de observații macroseismice, bazată pe rețeaua de stațiuni meteorologice și deservită de informatori seismici bine instruiți. În 1893 a publicat prima listă a cutremurelor de pământ, care cuprindea macroseismele simțite între 1838 și 1893.
Necesitatea unor observații instrumentale sistematice și continue a fost subliniată de Hepites într-un raport din anul 1894: „... o serie de seismografe, înregistratoare sau nu, ne sînt de vădită necesitate pentru precizarea direcției și naturii cutremurelor de pământ. Studiul cutremurelor de pământ la noi rămâne de făcut”. A reușit să instaleze în 1895 un microseismoscop și un seismometrograf; dar la o dotare instrumentală corespunzătoare s-a ajuns doar în 1902, când au fost instalate două seismografe Bosch, de tipul celor în funcțiune atunci la stațiunea seismologică centrală a Europei de la Strasbourg. De la data intrării în funcțiune a acestor seismografe, dările de seamă asupra cutremurelor simțite sau înregistrate în România erau însoțite de reproduceri ale seismogramelor respective, care erau trimise la Strasbourg.

### Serviciul magnetic
În al treilea raport al Institutului Meteorologic, Hepites a cerut instalarea unei stații speciale pentru studiul magnetismului terestru, înzestrată cu instrumentele trebuitoare. „Elementele magnetismului terestru sunt supuse la diferite variații periodice. Este necesar să se cunoască, în fiecare localitate, amplitudinea acestor variații, și mai necesar încă este determinarea valorilor absolute ale elementelor magnetismului pământesc. Nici o determinare de acest fel nu s-a făcut până acum în țară la noi.” Pentru serviciul magnetic a fost construit în 1896 pe Dealul Filaret pavilionul de magnetism terestru, din materiale amagnetice și dotat corespunzător; determinările au început în 1898.
Institutul Meteorologic a fost invitat de președintele Biroului de Longitudini de la Paris să participe la elaborarea hărții magnetice a Pământului, care urma să fie făcută în anii 1895–1897, prin determinarea valorilor magnetice în diferite regiuni ale țării. Întârziată de formalitățile pentru procurarea fondurilor, lucrarea s-a desfășurat în anii 1898–1900 și a constat din determinarea tuturor elementelor câmpului geomagnetic (declinația, înclinația și componenta orizontală) în 72 de puncte din țară. Determinările și prelucrarea datelor au fost făcute de Hepites împreună cu asistentul său I. St. Murat.
Aceste lucrări de cercetare, reprezentând importante „contribuțiuni la fizica globului”, cum le numește Hepites, bazate pe o documentație științifică la zi și folosind rezultatele unor determinări proprii de mare precizie intrinsecă, constituie termeni de referință pentru toate cercetările ulterioare de magnetism terestru din România.